# Ricardo Montero (rozhodčí)
Ricardo Montero (* 6. března 1986 San José) je kostarický fotbalový rozhodčí.

## Život
Ricardo Montero se narodil 6. března 1986 v San José v Kostarice.
Roku 2011 se stal mezinárodním rozhodčím FIFA. Účastnil se jako sudí Mistrovství světa ve fotbale 2018 v Rusku.